# José Elguero Bertolini
José Elguero Bertolini (Madrid, 1934) es un químico español que fue presidente del Consejo Superior de Investigaciones Científicas entre 1983 y 1984.
Licenciado y doctor en Ciencias Químicas por las Universidades de Montpellier y Madrid, está especializado en química heterocíclica, espectroscopias, química teórica, y química orgánica física. Ha publicado más de mil trescientos artículos y es miembro del consejo asesor de doce publicaciones científicas.
Desde 2015 es presidente de la de la Real Academia de Ciencias Exactas, Físicas y Naturales y miembro honorario de la Real Academia Nacional de Farmacia. Ha sido galardonado con numerosos premios nacionales e internacionales por su actividad científica. 
Está en posesión de la Encomienda de la Orden de Alfonso X el Sabio y es doctor «Honoris Causa» por la Universidad Autónoma de Madrid, Universidad de Castilla-La Mancha, Universidad de Alcalá de Henares, Universidad de Zaragoza, Universidad de Oviedo, Universidad Politécnica de San Petersburgo y la Universidad de Marsella. En el año 2005, le fue concedido el Premio de Investigación "Miguel Catalán" como reconocimiento a su actividad investigadora por la Comunidad de Madrid.